# Сухопутные войска Ирана
Сухопутные войска Ирана (перс. نیروی زمینی ارتش جمهوری اسلامی ایران‎) — являются основой Вооружённых сил Ирана. Были образованы в 1979. Численность сухопутных войск — 350 тыс. человек личного состава на 2019 год.

## История
В Шахском Иране основой обычно были американские и французские образцы. Но после Исламской Революции 1979 года были разорваны все отношения с США, а поставки вооружения прекратились. С другим крупным поставщиком оружия — СССР у Ирана отношения поначалу были напряжёнными. Тем самым Иран не мог надеяться ни на США, ни на СССР. Китай был одной из немногих ближайших стран, чьи отношения с Ираном были хорошие. С конца восьмидесятых по настоящее время большая часть техники состоит из советских, китайских и российских образцов.

## Организация
Организационно, на 2020 год, Сухопутные войска Ирана состоят из пяти армейских корпусов, которым подчинены одна дивизия специального назначения, 4 бронетанковые дивизии (16, 81, 88, 92), 2 механизированные дивизии, 4 пехотные дивизии. В их составе находятся 8 бронетанковых бригад, 14 механизированных бригад, 12 пехотных бригад, одна воздушно-десантная бригада.
Силы специального назначения состоят из одной дивизии (в которой 3 бригады СпН) и 6 отдельных бригад специального назначания.

## Боевое применение
Сухопутные войска Ирана применялись в 1980—1988 годах в войне с Ираком. Они показали свою высокую боевую мощь во время кампаний 1980—1982 года. Эта была единственная война, где Исламская Республика Иран использовала сухопутные войска.

## Вооружение и военная техника
Вооружение и военная техника (включая ВВТ сухопутных войск КСИР) на 2019 год состоит:
|  | Бронетехника - свыше 610 боевых машин пехоты (БМП): 210 БМП-1, 400 БМП-2, BMT-2 Cobra; - свыше 640 бронетранспортёров: 140 Boragh, 200 M113, 300 БТР-50 и БТР-60, Rakhsh; 35 БРДМ EE-9 Cascavel; - свыше 1513 основных боевых танков: 480 Т-72С, 150 M60A1, 75 Т-62, 100 Cheiftain Mk3/Mk5, 540 Т-54 /-55/Type 59/Safir-74, 168 M47/M48, Zulfiqar; |  | Артиллерия - 292+ САУ: 60 122-мм 2С1, 122-мм Raad-1, 150 155-мм M109A1, 155-мм Raad-2, 30 170-мм Коксан, 22 175-мм M107, 30 203-мм M110; - 2030+ буксируемых орудий: 130 105-мм M101A1, 20 105-мм M-56, 540 122-мм Д-30, 100 122-мм Type-54, 985 130-мм М-46, 30 152-мм Д-20, 120 155-мм GHN-45, 70 155-мм M114, 15 155-мм Type-88 WAC-21 (PLL-01), 20 203-мм M115; - 3000+ миномётов калибра 81/82/107/120 мм; - 1476 РСЗО: 700 107-мм Type-63, 600 107-мм HASEB Fadjr 1, 7 122-мм БМ-11; 100 122-мм Град; 50 122-мм Arash/Hadid/Noor; 9 122-мм M1985; ~10 240-мм Fadjr 3; 330-мм Fadjr 5; - ПУ тактических ракет: 30 CH-SS-8, Shahin-1, Shahin-2, Nazeat, Oghab. |  | ПВО - ПЗРК 9К36 Стрела-3; 9К32 Стрела-2; Misaq 1 (QW-1); Misaq 2 (QW-18); 9К338 Игла-С; HN-5A; - Зенитная артиллерия: 100 Шилка, 80 ЗСУ-57-2, 300 ЗУ-23, ЗПУ-2, ЗПУ-4, 92 GDF-002; 37 мм M1939; 50 40-мм Bofors L70; 200 57-мм С-60; 300 85-мм M-1939. |

## Воинские звания и знаки различия Сухопутных войск Ирана
Основная статья: Воинские звания и знаки различия Вооружённых сил Ирана
| Сухопутные войска Армии Ирана Иранское звание |               |               |               |               |               |               |               |               |               |                |                 |                 |                |                |                |                |                |                |                 |                 |                 |                 |                 |                 |                 |                 |          |          |          |          |          |              |              |              |              |              |              |        |         |         |
| Ostovār yekom                                 | Ostovār yekom | Ostovār yekom | Ostovār yekom | Ostovār yekom | Ostovār yekom | Ostovār yekom | Ostovār yekom | Ostovār dovom | Ostovār dovom | Goruhbān yekom | Goruhbān yekom  | Goruhbān dovom  | Goruhbān dovom | Goruhbān dovom | Goruhbān dovom | Goruhbān dovom | Goruhbān dovom | Goruhbān sevom | Goruhbān sevom  | Goruhbān sevom  | Goruhbān sevom  | Goruhbān sevom  | Goruhbān sevom  | Goruhbān sevom  | Goruhbān sevom  | Sarjukhe        | Sarjukhe | Sarjukhe | Sarjukhe | Sarjukhe | Sarjukhe | Sarbāz yekom | Sarbāz yekom | Sarbāz dovom | Sarbāz dovom | Sarbāz dovom | Sarbāz dovom | Sarbāz | Sarbāz  |         |
| Российское соответствие                       | Прапорщик     | Прапорщик     | Прапорщик     | Прапорщик     | Прапорщик     | Прапорщик     | Прапорщик     | Прапорщик     | Старшина      | Старшина       | Старший сержант | Старший сержант | Сержант        | Сержант        | Сержант        | Сержант        | Сержант        | Сержант        | Младший сержант | Младший сержант | Младший сержант | Младший сержант | Младший сержант | Младший сержант | Младший сержант | Младший сержант | Ефрейтор | Ефрейтор | Ефрейтор | Ефрейтор | Ефрейтор | Ефрейтор     | нет          | нет          | нет          | нет          | нет          | нет    | Рядовой | Рядовой |
|                                               |               |               |               |               |               |               |               |               |               |                |                 |                 |                |                |                |                |                |                |                 |                 |                 |                 |                 |                 |                 |                 |          |          |          |          |          |              |              |              |              |              |              |        |         |         |

| Категории                                     | Высшие офицеры    | Высшие офицеры    | Высшие офицеры    | Высшие офицеры    | Высшие офицеры      | Высшие офицеры      | Высшие офицеры    | Высшие офицеры    | Высшие офицеры    | Высшие офицеры    | Старшие офицеры | Старшие офицеры | Старшие офицеры | Старшие офицеры | Старшие офицеры | Старшие офицеры | Младшие офицеры | Младшие офицеры | Младшие офицеры   | Младшие офицеры   | Младшие офицеры   | Младшие офицеры   | Младшие офицеры   | Младшие офицеры   |  |
| --------------------------------------------- | ----------------- | ----------------- | ----------------- | ----------------- | ------------------- | ------------------- | ----------------- | ----------------- | ----------------- | ----------------- | --------------- | --------------- | --------------- | --------------- | --------------- | --------------- | --------------- | --------------- | ----------------- | ----------------- | ----------------- | ----------------- | ----------------- | ----------------- |  |
| Сухопутные войска Армии Ирана Иранское звание | Армейский генерал | Армейский генерал | Корпусный генерал | Корпусный генерал | Дивизионный генерал | Дивизионный генерал | Бригадный генерал | Бригадный генерал | Brigadier General | Brigadier General | Полковник       | Полковник       | Подполковник    | Подполковник    | Майор           | Майор           | Капитан         | Капитан         | First Lieutenant  | First Lieutenant  | Second Lieutenant | Second Lieutenant | Third Lieutenant  | Third Lieutenant  |  |
| Сухопутные войска Армии Ирана Иранское звание | Artešbod          | Artešbod          | Sepahbod          | Sepahbod          | Sarlaškar           | Sarlaškar           | Sartīp            | Sartīp            | Sartīpdovom       | Sartīpdovom       | Sarhang         | Sarhang         | Sarhangdovom    | Sarhangdovom    | Sargord         | Sargord         | Sarvān          | Sarvān          | Sotvānyekom       | Sotvānyekom       | Sotvān dovom      | Sotvān dovom      | Sotvānsevom       | Sotvānsevom       |  |
| Российское соответствие                       | Генерал армии     | Генерал армии     | Генерал-полковник | Генерал-полковник | Генерал-лейтенант   | Генерал-лейтенант   | Генерал-майор     | Генерал-майор     | нет               | нет               | Полковник       | Полковник       | Подполковник    | Подполковник    | Майор           | Майор           | Капитан         | Капитан         | Старший лейтенант | Старший лейтенант | Лейтенант         | Лейтенант         | Младший лейтенант | Младший лейтенант |  |

## Главнокомандующие
- генерал Бахрам Арьяна (1955—1958)
- генерал Абдольхусейн Хеджази (1958—1961)
- генерал Реза Азими (1961—1965)
- генерал Эззатолла Заргами (1965—1969)
- генерал Фатхолла Минбашян (11 мая 1969—1972)
- генерал Голям Али Овейси (1972—1979)
- генерал-лейтенант Абдол Али Бадреи (10 января 1979—убит 11 февраля 1979)
- генерал-майор Валиолла Фаллахи (1979—1980)
- генерал-майор Касем-Али Захирнежад (1980—1981)
- генерал-лейтенант Али Сайяд-Ширази (1 октября 1981—2 августа 1986)
- генерал-майор Хоссейн Хассани Саади (2 августа 1986—8 мая 1991)
- бригадный генерал Абдолла Наджафи (8 мая 1991—25 октября 1994)
- бригадный генерал Ахмад Дадбин (25 октября 1994—1997)
- бригадный генерал Абдол-Али Пуршасб (1997—2001)
- бригадный генерал Нассер Мохаммади-Фар (2001—2005)
- бригадный генерал Мохаммад-Хоссейн Дадрас (2005—2008)
- бригадный генерал Ахмад-Реза Пурдастан (2008—19 ноября 2016)
- бригадный генерал Киюмарс Хейдари (19 ноября 2016—настоящее время)

## Галерея

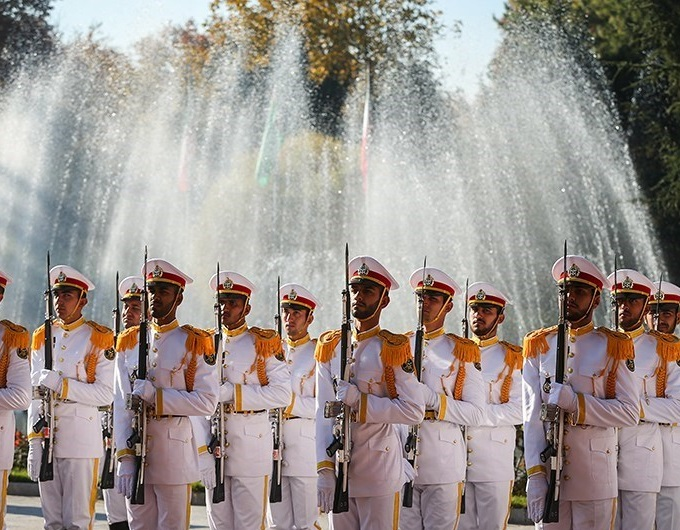
Рота почётного караула
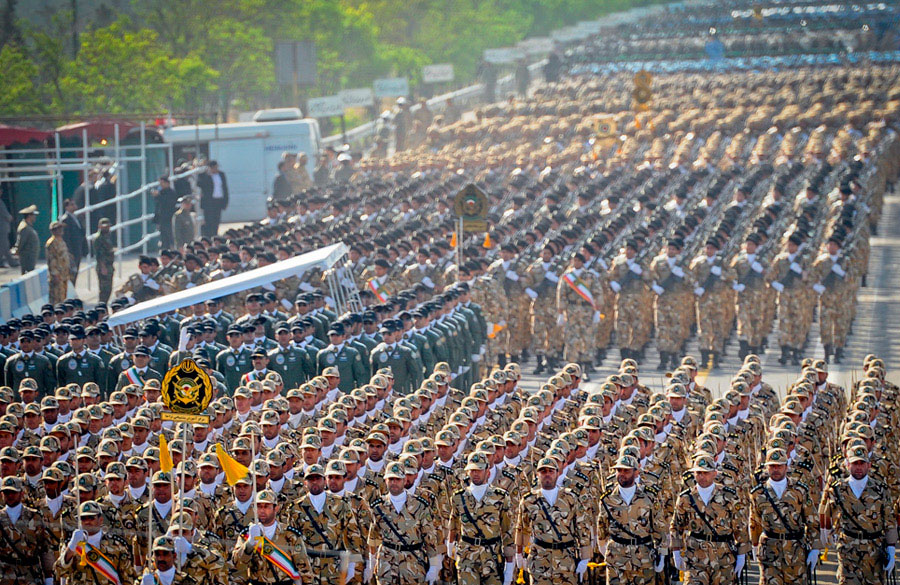
Солдаты СВ Ирана на Дне иранской армии 17 апреля 2012 года